# Julius Exner
Pour les articles homonymes, voir Exner.
Julius Exner, né le 30 novembre 1825 à Copenhague dans la région du Hovedstaden et mort le 15 novembre 1910 dans la même ville, est un peintre danois, également professeur de l'Académie royale des beaux-arts du Danemark. Connu pour ses peintures rurales, ses portraits et ses scènes de la vie quotidienne danoise de l'époque, il appartient à la génération des peintres nationalistes romantiques comme Christen Dalsgaard et Frederik Vermehren.

## Biographie
Julius Exner naît en 1825 à Copenhague d'un père tchèque et musicien natif de Bohême et d'une mère danoise. En 1839, il commence à suivre les cours de l'Académie royale des beaux-arts du Danemark. Il a notamment pour professeur Johan Ludwig Lund et Christoffer Wilhelm Eckersberg.
En 1844, il expose son premier tableau, Fra Kunstakademiets figursal lors de l'exposition de printemps de Charlottenborg. Il peint alors plusieurs peintures historiques et des portraits. Il reçoit le prix Neuhausen (da) en 1847 avec le portrait de sa sœur.
En 1849, il vend l'un de ses tableaux pour la collection royale danoise. Une autre de ses peintures est commandé par le comte Julius Knuth (da) en 1851 pour décorer le manoir Knuthenborg (da).
Exner rencontre le critique et professeur d'art Niels Laurits Høyen. Les idées d'Høyen influence la direction artistique d'Exner et il commence à s'intéresser à des sujets de la vie folklorique danoise. Il s'installe sur l'île danoise d'Amager et peint plusieurs tableaux de la région qui reçoivent un excellent accueil au Danemark. Il remporte notamment une médaille Thorvaldsen en 1853. La toile Lille pige lader en gammel mand lugte til en blomst peinte en 1856 est acheté par l'industriel danois Heinrich Hirschsprung en 1866, première œuvre de ce qui deviendra la collection Hirschsprung.
En 1857 et 1858, il voyage à l'étranger avec le soutien de l'académie royale. Il  va en Italie (Venise, Parme, Florence, Naples et Rome), en Allemagne (Dresde), en Autriche (Vienne), en Suisse et en France (Paris). Il réalise quelques toiles représentant son voyage en Italie, dont la célèbre En gondol en 1859, une toile représentant la vue intérieur d'une gondole couverte avec une jeune femme pour passagère et un gondolier de dos naviguant sur un canal de Venise. En 1862, il illustre un ouvrage du poète Christian Winther.
Il épouse Inger Henriette Sophie Jensine Ringsted en 1863. La même année, il voyage en Suède et visite le village de Skagen au Danemark. En 1864, il devient membre de l'académie royale et en 1866 membre de l'académie royale des arts de Suède à Stockholm. Il continue à peindre des scènes de vie prise à Amager et signe des portraits, comme celui de la famille de l'homme d'affaires danois David Baruch Adler (da) en 1868 ou du poète Christian Winther en 1869.
Il devient professeur à l'académie royale en 1876. Il découvre l'île de Fanø en 1877 et peint alors des scènes de la vie quotidienne de cette île ou il se rend durant plusieurs étés avec sa famille. Son travail est exposé durant l'exposition universelle de 1878 à Paris. En 1879, il devient membre du comité d'exposition de Charlottenborg puis le chef du comité, poste qu'il occupe durant cinq ans. Il exerce ensuite différentes fonctions au sein de l'académie. Ses œuvres sont exposés en Suède, en Autriche et en Allemagne lors de différentes expositions internationales. Il reçoit le prix Treschow en 1887.
Il réalise en 1906 et 1910 deux autoportraits. Il décède la même année à l'âge de 84 ans à Copenhague et repose au cimetière Holmens.
Ces œuvres sont notamment visibles au Statens Museum for Kunst, au ARoS Aarhus Kunstmuseum, au musée national d'histoire du château de Frederiksborg et au musée Hirschsprung.

## Galerie

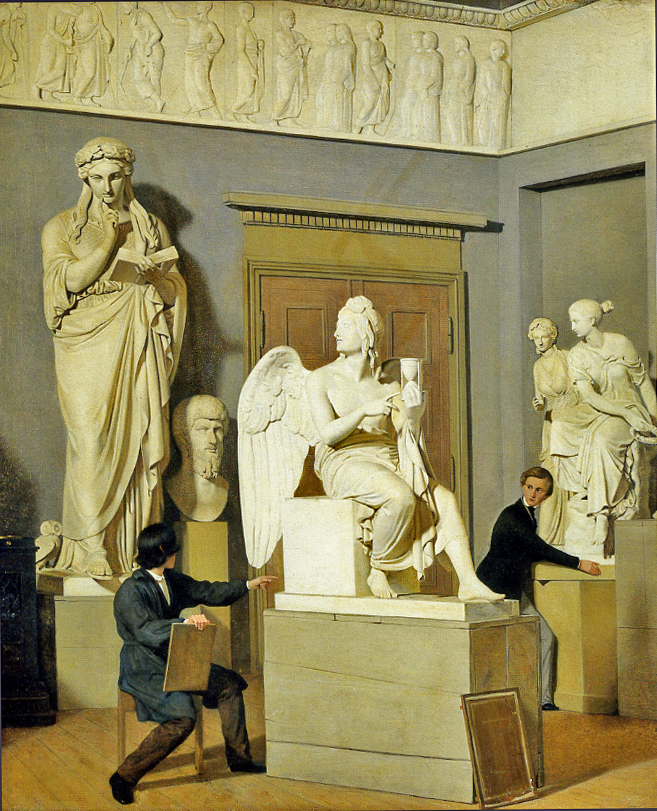
Fra Kunstakademiets figursal (1843)
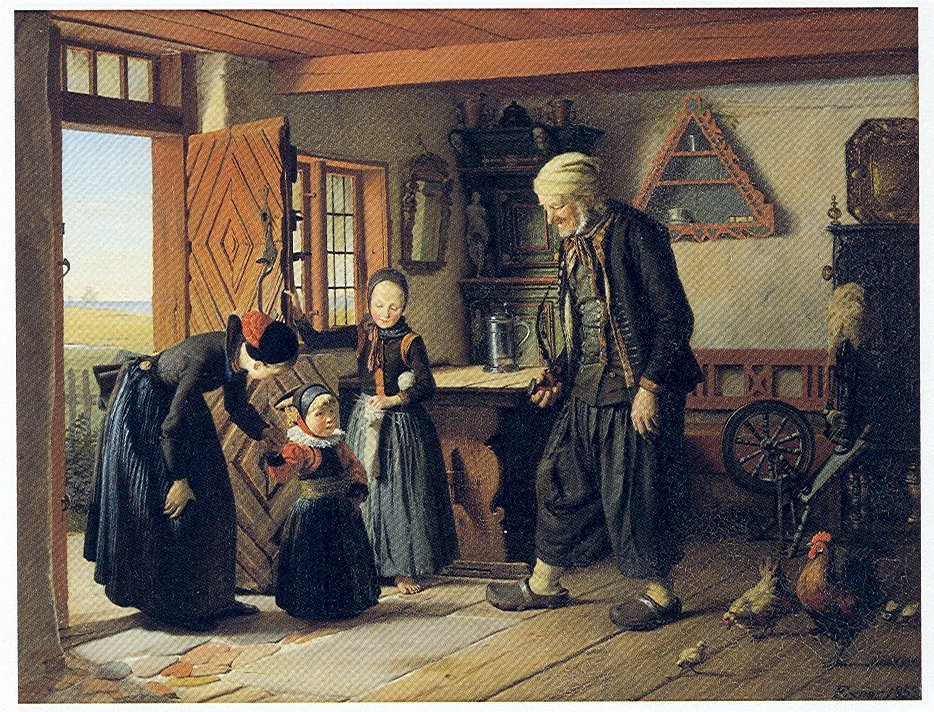
Besøget hos Bestefader (1853)
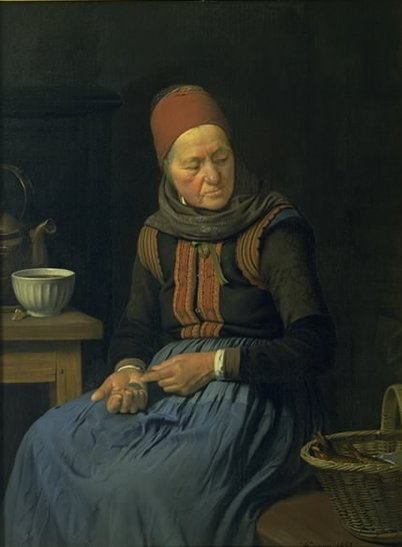
En Amagerkone (1852)
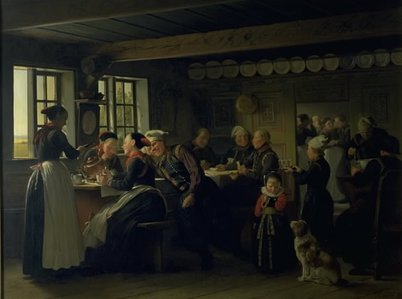
Episode af et gilde paa Amager (1854)
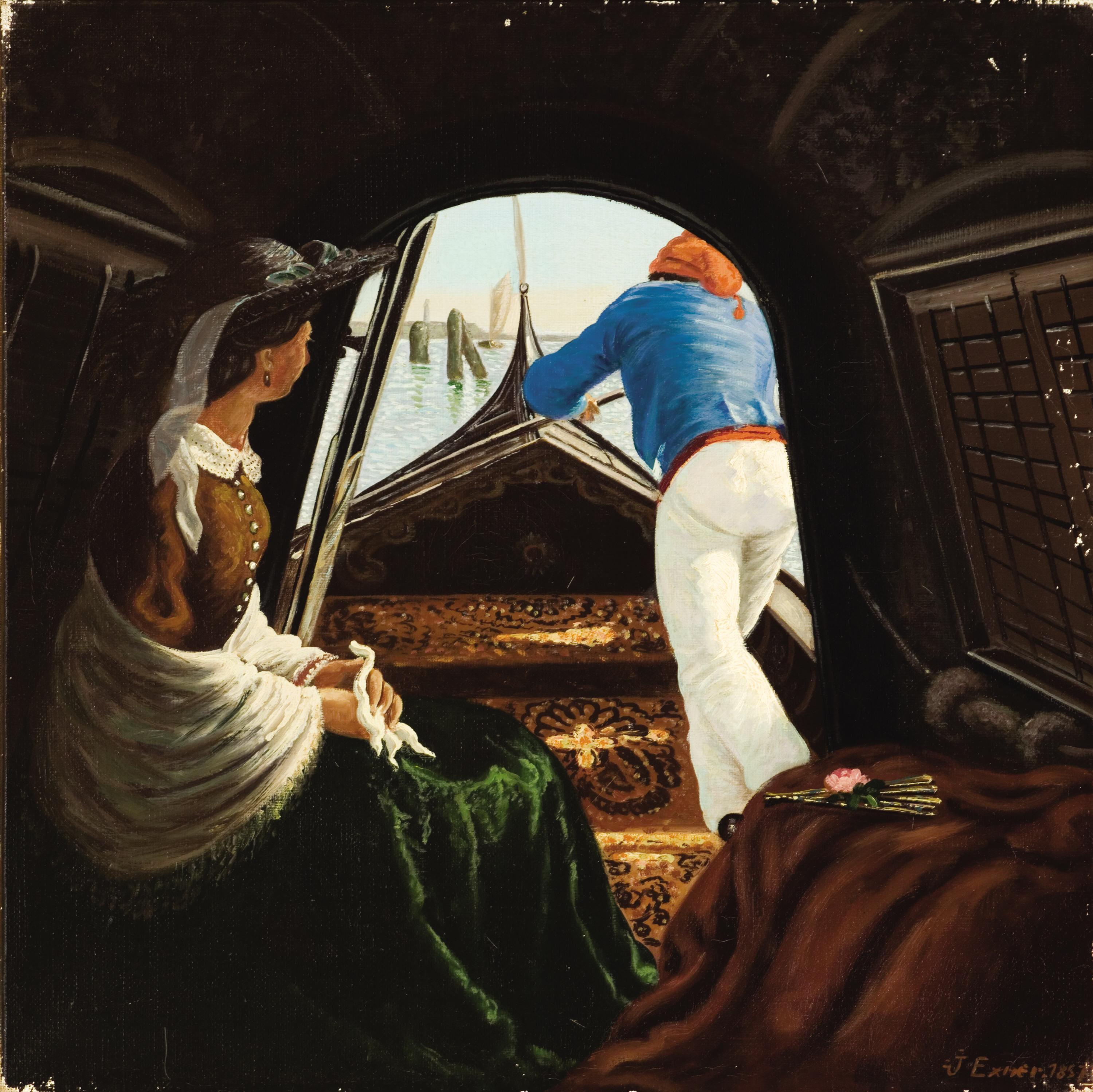
En Gondol (1859)
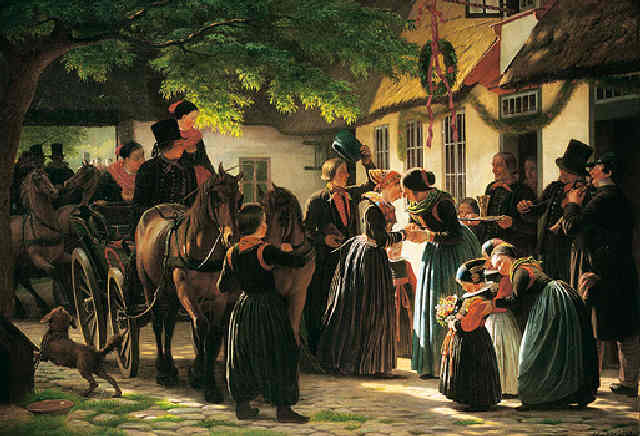
Et brudepars hjemkomst fra kirken, Amager (1863)
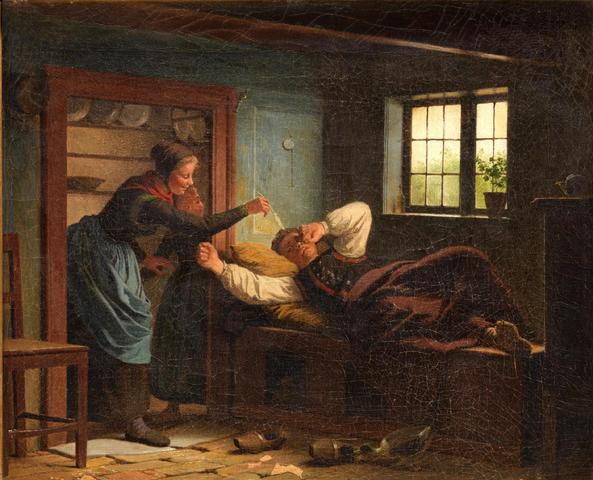
Den Forstyrrede Middagshville
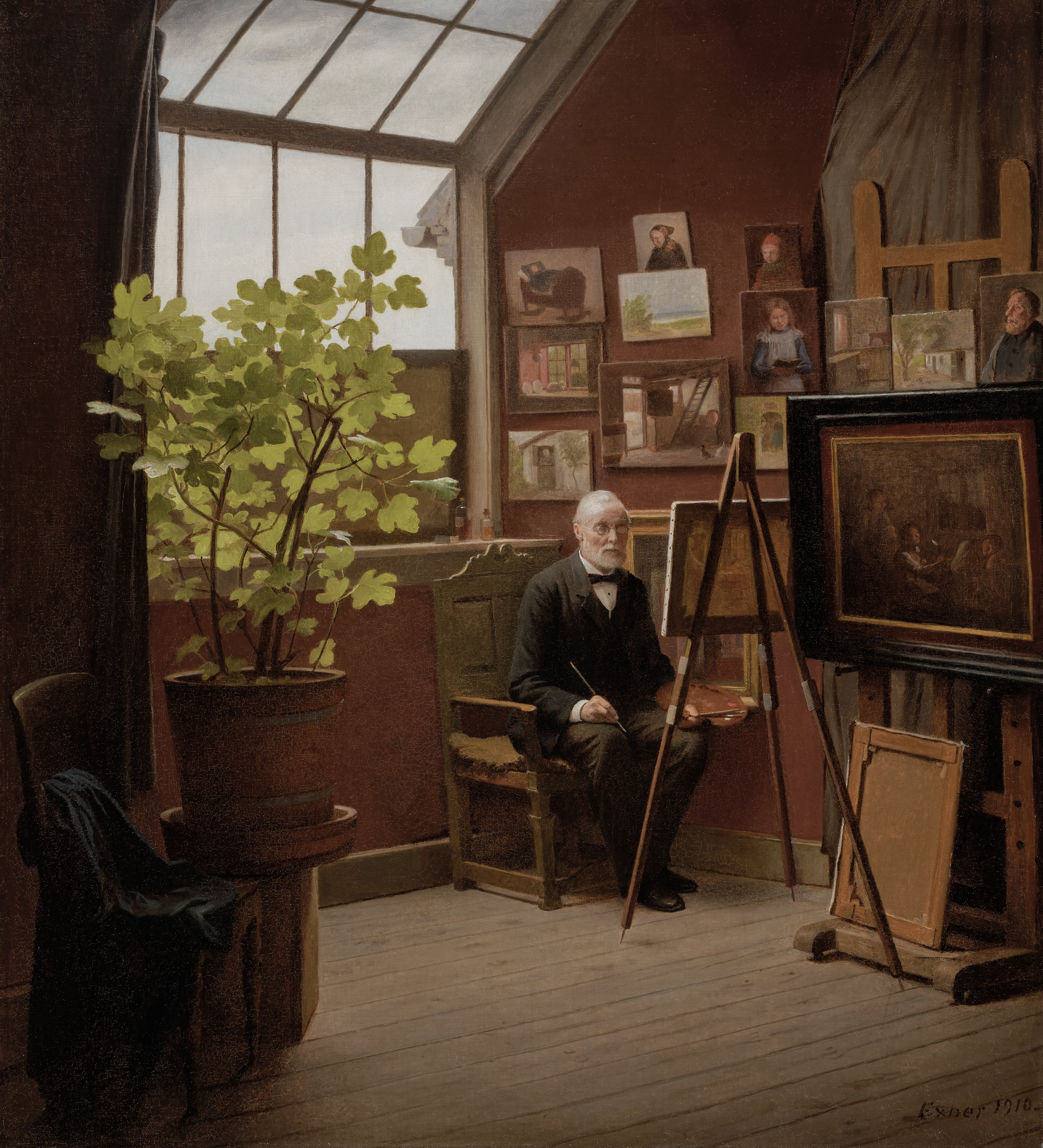
Selvportræt (1910)

## Prix et récompenses notables
- Prix Neuhausen (da) en 1847.
- Médaille Thorvaldsen en 1853.
- Prix Treschow en 1887.
- Commandeur de 1re classe de l'ordre du Dannebrog